# Église Saint-Cyr-et-Sainte-Julitte de Berrieux
L'église Saint-Cyr-et-Sainte-Julitte de Berrieux est une église située à Berrieux, en France.

## Localisation
L'église est située sur la commune de Berrieux, dans le département de l'Aisne.